# Aké
Aké egy maja régészeti lelőhely délkelet-Mexikóban, Yucatán államban. Neve a jukaték-maja nyelvből származik, jelentése kúszónövények helye. A település a késői preklasszikus kortól (i. e. 300–i. sz. 300) kezdve egészen 1450 tájáig lakott volt, fénykorát 800 és 1000 között élte, a késői klasszikus korban. Ebben az időszakban a Yucatán-félsziget északi részének egyik legjelentősebb városa volt.

## Képek

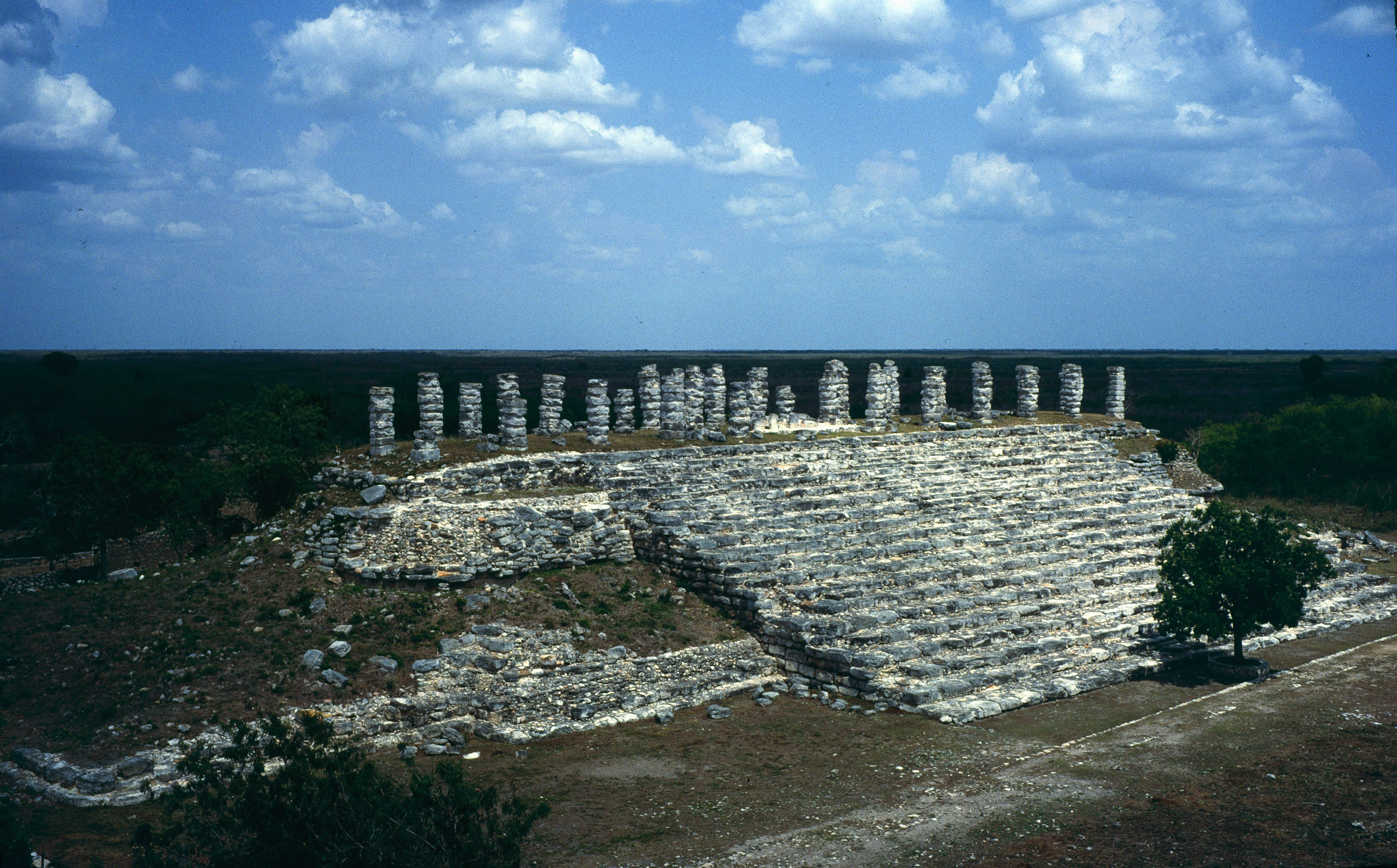
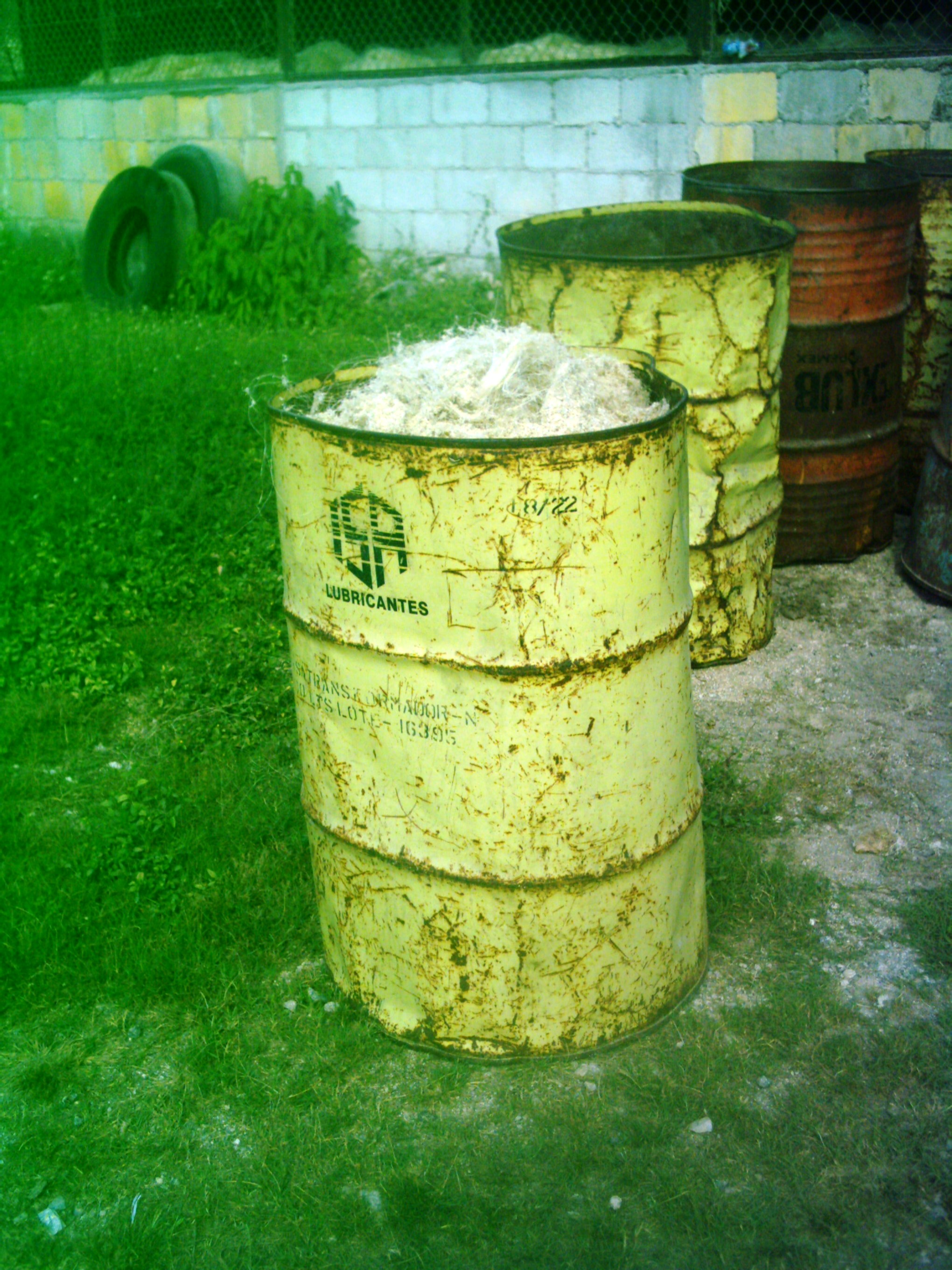
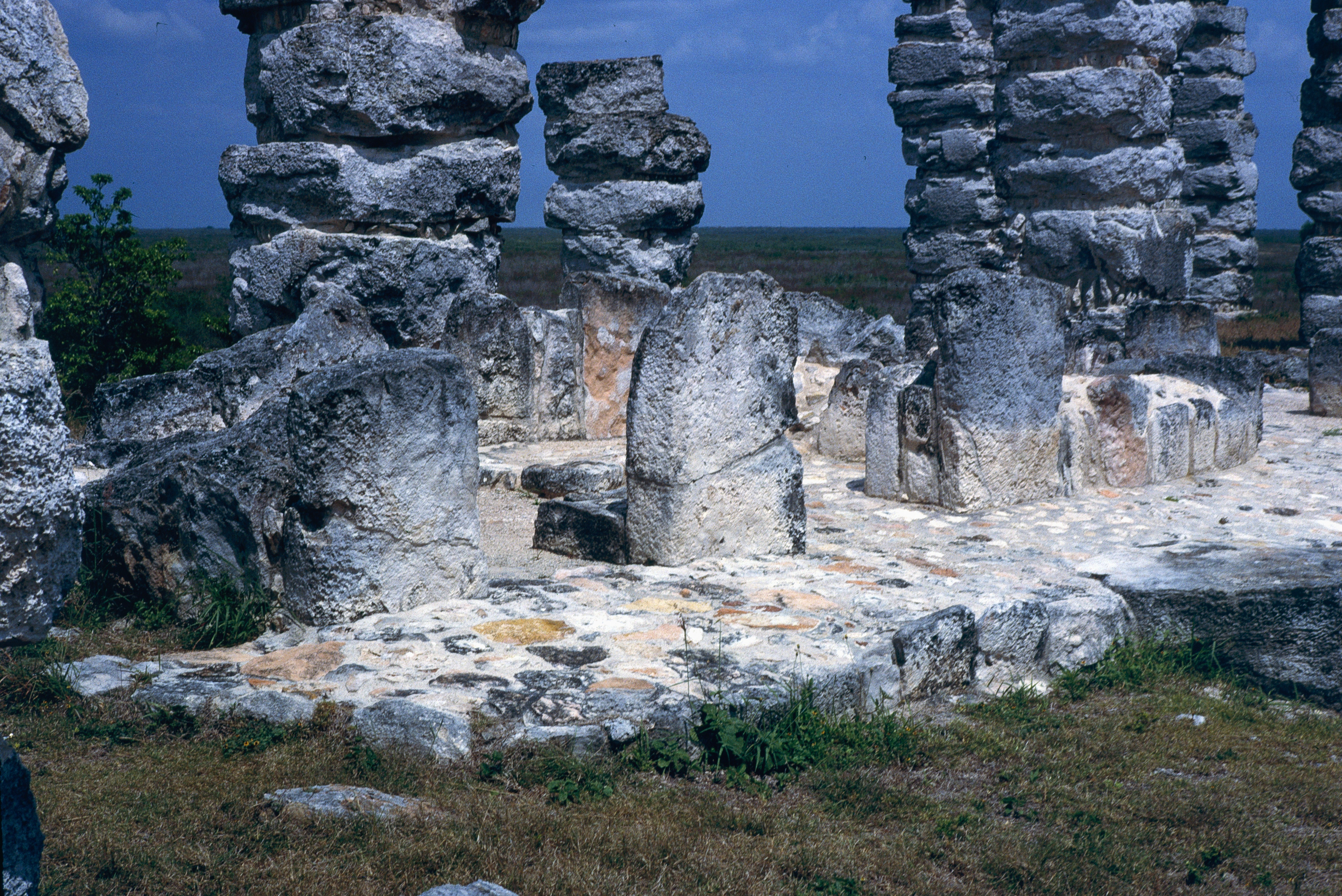
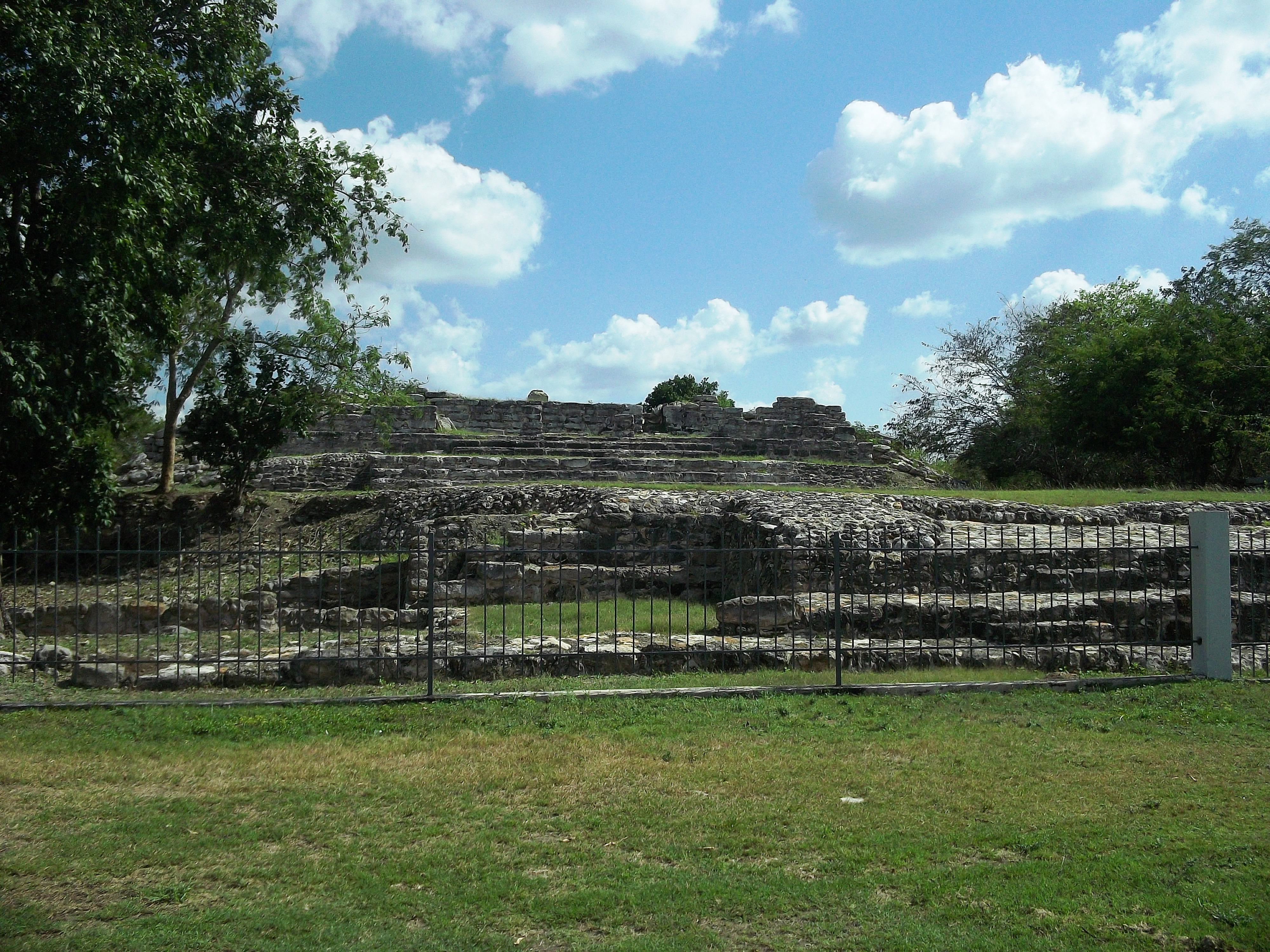

## Leírás
A romok Yucatán állam középpontjától kissé északnyugatra, az állam fővárosától, Méridától mintegy 30 km távolságra találhatók keleti irányban egy sík területen, Tixkokob község területén. Az innen 32–40 km-re fekvő Izamallal egy maja út, úgynevezett sacbé kötötte össze, amelynek maradványai itt is és Izamalnál is megfigyelhetők.
Számos nagy méretű építmény megmaradt itt, amelyek főleg szorosan egymás mellé helyezett kőtömbökből állnak. Előfordulnak közöttük lekerekített sarkú építmények és kis meredekségű lépcsők is durván megmunkált felületű kövekből. Az úgynevezett 2-es számú építmény a Puuc stílus jegyeit viseli magán. Az 1-es építmény, a pilaszterek épülete egy téglalap alakú, lépcsőzetes oldalú építmény, amelynek tetején 3 sorban összesen 35 darab kőoszlop áll. Ezek az oszlopok 1,2 méter átmérőjű, dob formájú kődarabokból állnak, és valószínűleg az akkori idők egyik legnagyobb tetőszerkezetét tarthatták. Az egész területet két koncentrikus fal övezi: a belső, amely a nagyjából 4 km²-es településmagot veszi körbe, téglalap alakú, a külső a teljes egykori várost öleli körbe.